# Trąbczyn
Trąbczyn [pronunciación en polaco: /ˈtrɔmpt͡ʂɨn/] es un pueblo en el distrito administrativo de Gmina Zagórów, dentro del Distrito de Słupca, Voivodato de Gran Polonia, en el centro-oeste de Polonia. Se encuentra aproximadamente 5 kilómetros al del sur-del este de Zagórów, 18 kilómetros al sur de Słupca, y 76 kilómetros al este de la capital regional, Poznań.
El pueblo tiene una población de 500 habitantes.